# Saint-Martin-de-Ré
Saint-Martin-de-Ré é uma comuna francesa localizada no departamento de Charente-Maritime na região administrativa da Nova Aquitânia, no sudoeste da França.